# Morschach
Morschach (toponimo tedesco) è un comune svizzero di 1 120 abitanti del Canton Svitto, nel distretto di Svitto; si affaccia sul lago dei Quattro Cantoni. La frazione Stoos è una rilevante stazione sciistica.